# Tom Weber (Volleyballspieler)
Tom Weber (* 27. Oktober 1989 in St. Wendel) ist ein deutscher Volleyballspieler.

## Karriere
Weber begann seine Karriere im Jahr 2000 beim TV Bliesen. Von dort ging der Libero 2006 zum Volleyball-Internat Frankfurt. Er spielte auch in der Junioren-Nationalmannschaft und war bei einigen Beachvolleyball-Meisterschaften aktiv. 2009 wechselte er zum Bundesligisten VC Franken. Nach der Insolvenz des Bamberger Vereins wurde Weber 2010 vom Moerser SC verpflichtet, mit dem er 2013 das DVV-Pokalfinale erreichte. 2014/15 spielte er beim Zweitligisten TSG Solingen Volleys. In der Saison 2015/16 spielte Weber für die VSG Coburg/Grub in der 1. Bundesliga. Anschließend kehrte er zu seinem Heimatverein nach Bliesen zurück.